# مارسل بر
مارسل بر (انگلیسی: Marcel Bär؛ زادهٔ ۸ ژوئن ۱۹۹۲) بازیکن فوتبال اهل آلمان است.
از باشگاه‌هایی که در آن بازی کرده‌است می‌توان به باشگاه فوتبال کارل زایس ینا اشاره کرد.